# Paranacity
Paranacity este un oraș în Paraná (PR), Brazilia.